# 19 Recordings
19 Recordings Inc. (registrar en Reino Unido como 19 Recordings Ltd.)  es un sello discográfico estadounidense ubicado en Nueva York propiedad de 19 Entertainment. Fundado por el empresario británico Simon Fuller en 1999 como la división musical de 19 Entertainment, 19 Recordings es uno de los sello superiores recopilados por Billboard en 2012. Hoy en día, tiene los derechos exclusivos para firmar a los participantes de la serie de televisión Idols. Desde 2005, cambiaron sus principales operaciones en Estados Unidos después de la adquisición de 19 Entertainment CKX, Inc (ahora CORE Media Group).
Desde 1999 a 2000, EMI distribuyó sus grabaciones. De 2001 a 2004, los lanzamientos de la mayoría de los artistas firmados por 19 Recordings fueron distribuido por Bertelsmann Music Group (BMG). Tras la fusión de BMG con Sony Music Entertainment para formar Sony BMG, RCA Music Group distribuyó los lanzamientos de 19 Recordings de 2005 a 2010. Desde 2011, 19 Recordings se asoció con Universal Music Group para distribución a través Interscope-Geffen-A&M. Los actos firmado previamente con RCA Records se mantendrán intactos.

## Historia
Fuller, quien había manejado previamente la carrera de artistas como Annie Lennox, Cathy Dennis, y Spice Girls en la década de 1990, fundó 19 Recordings como la división musical de 19 Entertainment. El artista que Fuller firmó a 19 Recordings fue la banda indie inglesa 21st Century Girls en 1999, quienes publicaron su único sencillo «21st Century Girls», el cual llegó al top 20 en el UK Singles Chart. El grupo pop inglés S Club 7, el segundo acto en firmó con 19 Recordings and Polydor Records, lograron mejor éxito. Después de su separación en 1999, el dúo británico Eurythmics se reunieron en 1999 y firmaron con RCA Records y 19 Recordings, y publicaron su último álbum de estudio Peace en 1999 contando con éxito comercial.
En 2001, Fuller creó el reality Pop Idol, el cual se convirtió en éxito instantáneo en la televisión británica y ha tenido versiones internacionales más de 48 países. El primer ganador de Pop Idol',  Will Young fue firmado a 19 Recordings and RCA Records in 2002, convirtiéndose en uno de los más exitosos artistas británicos de la década de 2000. El sencillo debut de Young «Anything Is Possible»/«Evergreen» publicados en 2002, se convirtieron en el sencillo más vendido de la década, ganó un Premios Brit y un Premio Ivor Novello. Otros participantes de Pop Idol firmaron con 19 Recordings incluyendo Gareth Gates, Sam & Mark, Michelle McManus, y Sarah Whatmore, tuvieron éxito moderado. 19 Recordings ha conservado los derechos exclusivos para firmar de todas las versiones Idols alrededor del mundo y ha publicado álbumes compilatorios relacionados con Idols desde entonces. En 2003, dos miembros de Spice Girls, Victoria Beckham and Emma Bunton fueron firmados to 19 Recordings y Polydor Records. Beckham lanzó su sencillo final «This Groove»/«Let Your Head Go» en 2003 y Bunton publicó su segundo álbum Free Me contando con éxito comercial.
En 2002, American Idol, cuyo formato se basó en Pop Idol, se convirtió en el programa más éxitos de la historia de la televisión americana. Su primera ganadora, Kelly Clarkson, fue inmediatamente firmada a RCA Records y 19 Recordings en 2002 y se convirtió en el artista más exitoso de 19 Recordings con más de 20 millones de álbumes vendidos mundialmente. El segundo álbum de Clarkson, Breakaway, también se convirtió en el lanzamiento exitoso con ventas mundiales de más de 12 millones de copias y ganó dos Premios Grammy en 2006; Breakaway, junto al segundo álbum de Young Friday's Child publicado en 2003, se convirtieron en álbum más vendido de 19 Recordings en Reino Unido con ventas de más de 1.5 millones cada uno. El sencillo de Clarkson «Stronger (What Doesn't Kill You)» publicado en 2012, también se convirtió en el sencillo más vendido de 19 Recordings después de vender más de 5 millones de copias a nivel mundial y ha sido nominado a tres Grammy, incluyendo Mejor Grabación del Año y Canción del Año en 2013. Otros participantes de American Idol, tales como Ruben Studdard, Clay Aiken, Fantasia Barrino, Carrie Underwood, Daughtry, y Jordin Sparks, también contaron con éxito comercial. El álbum de Underwood Some Hearts publicado en 2005, se convirtió en el lanzamiento de 19 Recordings más vendido en Estados Unidos con ventas de 7 millones de copias.
A partir de 2006, 19 Recordings también ha firmado artistas quienes no tuvieron relación con Idols tales como Annie Lennox, Amy Studt, Orianthi, y Sons of Sylvia. 19 Recordings co-publicó The Annie Lennox Collection en 2008 con RCA Records contando con éxito comercial. Álbumes de Studt, Orianthi, y Sons of Sylvia fueron lanzados con poco éxito.
El 20 de febrero de 2014, 19 Recordings demandó a Sony Music Entertainment alegando que Sony les está robando en regalías. Ellos exigen 10 millones de dólares en daños.

## Artistas
- Lista de actuales artistas de 19 Recordings
- Lista de ex-artistas de 19 Recordings